# Bumlingtjärnarna
Bumlingtjärnarna är varandra näraliggande sjöar i Älvdalens kommun i Dalarna och ingår i Dalälvens huvudavrinningsområde.
- Bumlingtjärnarna (Särna socken, Dalarna, 686411-135737), sjö i Älvdalens kommun, 61°51′50″N 13°05′41″Ö / 61.8639°N 13.0946°Ö
- Bumlingtjärnarna (Särna socken, Dalarna, 686417-135777), sjö i Älvdalens kommun, 61°51′53″N 13°06′08″Ö / 61.8646°N 13.1021°Ö